# Ayana Taketatsu
Ayana Taketatsu (japanisch 竹達 彩奈 Taketatsu Ayana; * 23. Juni 1989 in der Präfektur Saitama) ist eine japanische Synchronsprecherin (Seiyū) und Sängerin.

## Leben
Ayana Taketatsu wurde am 23. Juni 1989 in der Präfektur Saitama geboren. An ihrem 30. Geburtstag gab sie bekannt, dass sie den Synchronsprecher Yūki Kaji geheiratet hat. Im Juni des Jahres 2022 gab Taketatsu bekannt, ihr erstes Kind zu erwarten. Im November gleichen Jahres gab Taketatsu die Geburt ihres Kindes bekannt.

## Karriere

### Als Seiyū
Im Alter von 14 Jahren besuchte Taketatsu die Narration Engi Kenkyujo, eine Schule für Synchronsprecher, die zur Talentagentur I’m Enterprise gehört. Bereits im Alter von 15 Jahren unterzeichnete sie einen Vertrag mit der Agentur, womit sie zwischenzeitlich zu der jüngsten Vertragspartnerin des Unternehmens wurde.
Ihre erste größere Sprechrolle hatte Taketatsu im Jahr 2009 in der OVA zur Mangareihe Kissxsis, in der sie die Rolle der Ako Suminoe sprach. Weitere Rollen im gleichen Jahr hatte sie in Serien wie MM!, Highschool of the Dead, The World God Only Knows, Demon King Daimaō, Oreimo und K-On!. In letzterer lieh sie dem Charakter Azusa Nakano ihre Stimme.
Es folgten weitere Sprechrollen in Serien wie Sword Art Online, High School D×D, YuruYuri, Date A Live, A Certain Scientific Railgun, Dagashi Kashi, Classroom of the Elite, Tsugumomo, Citrus, Hensuki, The Quintessential Quintuplets, BOFURI, Our Last Crusade or the Rise of a New World, I’m Standing on a Million Lives, Girlfriend, Girlfriend, The Detective Is Already Dead. und World’s End Harem.
Bis zum 31. Dezember 2016 war Taketatsu bei der Talentagentur Assemble Heart unter Vertrag und wechselte zum 1. Januar 2017 zur Agentur Link Plan Aufgrund der Tonalität ihrer Stimme wurde sie in der Vergangenheit überwiegend zur Vertonung von Charakteren, die dem Tsundere-Charaktertyp einzuordnen sind, gebucht.
Bei den Seiyu Awards, die im Jahr 2010 zum vierten Mal vergeben wurden, erhielt Taketatsu als Mitglied der fiktiven Musikgruppe Hokago Tea Time eine Auszeichnung in der Kategorie Best Musical Performance.

### Als Sängerin
Ihre Karriere als Solo-Musikerin gab Taketsu im Jahr 2012 mit den Veröffentlichungen der Singles Sinfonia! Sinfonia!!! und Onpu no Kuni no Alice, die April bzw. September herausgebracht wurden und jeweils eine Notierung in den japanischen Singlecharts erreichen konnten. Auch die Singles Jiku Tours, Shumatsu Cinderella, Wonderful Cinderella und Kajirikake no Ringo, die zwischen 2013 und 2014 erschienen erreichten Platzierungen in den heimischen Singlecharts.
Sie veröffentlichte mit apple symphony, Colore Serenata, Lyrical Concerto und Méli-mélo meli mellow vier Studioalben, die zwischen 2013 und 2021 herausgebracht wurden. 2017 veröffentlichte sie mit apple feuille ein Kompilationsalbum. Drei ihrer Alben sowie die Kompilation platzierten sich in den nationalen Albumcharts von Oricon.
In ihrer Rolle als Azusa Nakano aus der Animeserie K-On! war sie Mitglied der fiktiven Gruppe Hokago Tea Time, dessen einziges Album Platz eins in Japan erreichen konnte.
Im Jahr 2013 startete sie gemeinsam mit Aoi Yūki das Gesangsduo petit milady.

## Rollen (Auswahl)
- 2009–2010: Kissxsis als Ako Sunimoe
- 2009–2010: K-On! als Azusa Nakano
- 2010: Demon King Daimaō als Michie Ōtake
- 2010: MM! als Mio Isurugi
- 2010: Oreimo als Kirino Kōsaka
- 2010: Highschool of the Dead als Alice Maresato
- 2010: The World God Only Knows als Ayumi Takahara
- 2011: YuruYuri als Majokko Mirakurun
- seit 2012: Sword Art Online als Leafa/Suguha Kirigaya
- seit 2012: High School D×D als Koneko Tōjo
- seit 2013: Date A Live als Kotori Itsuka
- seit 2013: A Certain Scientific Railgun als Kana Hazamaya
- seit 2016: Dagashi Kashi als Hotaru Shidare
- 2017–2024: Classroom of the Elite als Kei Karuizawa
- 2017: Tsugumomo als Kasumi Kagami
- 2018: Citrus as Yuzu Aihara
- 2018: Hensuki als Sayuki Tokihara
- 2019–2022: The Quintessential Quintuplets als Nino Nakano
- seit 2020: BOFURI als Frederica
- seit 2020: Our Last Crusade or the Rise of a New World als Risya In Empire
- 2021: I’m Standing on a Million Lives Season 2 als Yana
- 2021: World’s End Harem als Karen Kamiya
- seit 2021: Girlfriend, Girlfriend als Rika Hoshizaki
- seit 2021: The Detective Is Already Dead. als Nagisa Natsunagi
- 2022: Love Flops als Amelia Irving
- 2023: The Tale of Outcasts als Wisteria
- 2023: Kubo Won’t Let Me Be Invisible als Tamao Taira

## Diskografie
- 2013: apple symphony (Album, Pony Canyon)
- 2014: Colore Serenata (Album, Pony Canyon)
- 2016: Lyrical Concerto (Album, Pony Canyon)
- 2017: apple feuille (Kompilation, Pony Canyon)
- 2021: Méli-mélo meli mellow (Album, Pony Canyon)